# 포브스 필드
포브스 필드(Forbes Field)은 미국 펜실베이니아주 오클랜드에 위치한 야구장이다. 과거 MLB 피츠버그 파이리츠와 NFL 피츠버그 스틸러스의 홈구장으로 사용했다.
| 메이저 리그 베이스볼 올스타전 개최 경기장 |                    |                                  |
| 1943년                                    | 1944년 포브스 필드 | 1945년                           |
| 쉬브 파크                                 | 1944년 포브스 필드 | 제2차 세계 대전으로 열린지 않음. |
|                                           |                    |                                  |
|                                           |                    |                                  |

| 메이저 리그 베이스볼 올스타전 개최 경기장 |                    |                                |
| 1958년                                    | 1959년 포브스 필드 | 1959년                         |
| 메모리얼 스타디움                         | 1959년 포브스 필드 | 로스앤젤레스 메모리얼 콜리세움 |
|                                           |                    |                                |
|                                           |                    |                                |